# Ferrocarriles Livianos Agrícolas del F.C.S.
| Ein Zug, der mit Weizen beladen ist und von einem 20-PS-Traktor (ex WDLR 20 PS Simplex) gezogen wird. Der erste Wagen ist aus der WDLR P-Klasse |                     |                                                   |                     |
| B.A.G.S.R. Landwirtschaftliche Feldbahnen im südlichen Teil der Provinz Buenos Aires Rot: Feldbahn mit 600 mm Spurweite Schwarz: Breitspurbahn mit 1676 mm (5½ Fuß) Spurweite |                     |                                                   |                     |
| Spurweite: | 600 mm (Schmalspur) |                                                   |                     |
| |                     |                                                   |                     |
| \| \| \| \| \| \| \| \| Ricon \| \| \| \| \| Lad dos Naciones \| \| \| \| \| Puerta del Diabolo \| \| \| \| \| Escuela 18 \| \| \| \| \| Sosa \| \| \| \| \| Balcarce \| \| \| \| \| La Vigilancia \| \| \| \| \| SN Augustin \| \| \| \| \| Tamangueyu \| \| \| \| \| \| \| \| \| \| Defferrari \| \| \| \| \| R. Santamaria \| \| \| \| \| Energia \| \| \| \| \| Christiano Muerto \| \| \| \| \| Orense \| \| \| \| \| Ambrosius \| \| \| \| \| La Manga \| \| \| \| \| Barrow \| \| \| \| \| El Bombero \| \| \| \| \| Frugoni \| \| \| \| \| I.A. Josefina \| \| \| \| \| El Ocorro \| \| \| \| \| Urbina \| \| \| \| \| Micaela Cascallares \| \| \| \| \| Irene \| \| \| \| \| Aparicio \| \| \| \| \| El Ferrido \| \| \| \| \| \| \| \| \| \| \| \| \| \| \| Bil \| \| \| \| \| Zubiaurre \| \| \| \| \| Oriente \| \| \| \| \| Río Quequén Salado \| \| \| \| \| Copetonas \| \| \| \| \| Michele \| \| \| \| \| Aldaoro \| \| \| \| \| Roussing \| \| \| \| \| Gundensen \| \| \| \| \| Amasagasti \| \| \| \| \| \| \| \| \| \| Blau: Feldbahn mit 600 mm Spurweite \| \| \| \| \| Rot: Breitspurbahn mit 1676 mm (5½ Fuß) Spurweite \| \| |                     |                                                   |                     |
| |                     |                                                   |                     |
| U-Bahn-Haltepunkt / Haltestelle (Strecke außer Betrieb) |                     | Ricon                                             | Ricon               |
| U-Bahn-Haltepunkt / Haltestelle (Strecke außer Betrieb) |                     | Lad dos Naciones                                  | Lad dos Naciones    |
| U-Bahn-Haltepunkt / Haltestelle (Strecke außer Betrieb) |                     | Puerta del Diabolo                                | Puerta del Diabolo  |
| U-Bahn-Haltepunkt / Haltestelle (Strecke außer Betrieb) |                     | Escuela 18                                        | Escuela 18          |
| U-Bahn-Haltepunkt / Haltestelle (Strecke außer Betrieb) |                     | Sosa                                              | Sosa                |
| U-Bahn-Bahnhof (Strecke außer Betrieb) · Bahnhof (Strecke außer Betrieb) |                     | Balcarce                                          | Balcarce            |
| U-Bahn-Haltepunkt / Haltestelle Streckenende (Strecke außer Betrieb) · Strecke (außer Betrieb) |                     | La Vigilancia                                     | La Vigilancia       |
| Bahnhof (Strecke außer Betrieb) |                     | SN Augustin                                       | SN Augustin         |
| Bahnhof (Strecke außer Betrieb) |                     | Tamangueyu                                        | Tamangueyu          |
| Abzweig geradeaus und von links (Strecke außer Betrieb) · Strecke von rechts (außer Betrieb) |                     |                                                   |                     |
| Bahnhof (Strecke außer Betrieb) · Strecke (außer Betrieb) |                     | Defferrari                                        | Defferrari          |
| Strecke (außer Betrieb) · Haltepunkt / Haltestelle (Strecke außer Betrieb) |                     | R. Santamaria                                     | R. Santamaria       |
| Strecke (außer Betrieb) · Haltepunkt / Haltestelle (Strecke außer Betrieb) |                     | Energia                                           | Energia             |
| Strecke (außer Betrieb) · Haltepunkt / Haltestelle (Strecke außer Betrieb) |                     | Christiano Muerto                                 | Christiano Muerto   |
| Strecke (außer Betrieb) · Bahnhof mit U-Bahn Streckenende (Strecke außer Betrieb) |                     | Orense                                            | Orense              |
| Strecke (außer Betrieb) · U-Bahn-Haltepunkt / Haltestelle (Strecke außer Betrieb) |                     | Ambrosius                                         | Ambrosius           |
| Strecke (außer Betrieb) · U-Bahn-Kopfbahnhof Streckenende (Strecke außer Betrieb) |                     | La Manga                                          | La Manga            |
| Bahnhof (Strecke außer Betrieb) |                     | Barrow                                            | Barrow              |
| U-Bahn-Kopfbahnhof Streckenanfang (Strecke außer Betrieb) · Strecke (außer Betrieb) |                     | El Bombero                                        | El Bombero          |
| U-Bahn-Haltepunkt / Haltestelle (Strecke außer Betrieb) · Strecke (außer Betrieb) |                     | Frugoni                                           | Frugoni             |
| U-Bahn-Haltepunkt / Haltestelle (Strecke außer Betrieb) · Strecke (außer Betrieb) |                     | I.A. Josefina                                     | I.A. Josefina       |
| U-Bahn-Haltepunkt / Haltestelle (Strecke außer Betrieb) · Strecke (außer Betrieb) |                     | El Ocorro                                         | El Ocorro           |
| U-Bahn-Haltepunkt / Haltestelle (Strecke außer Betrieb) · Strecke (außer Betrieb) |                     | Urbina                                            | Urbina              |
| U-Bahn-Kopfbahnhof Streckenende (Strecke außer Betrieb) · Bahnhof (Strecke außer Betrieb) |                     | Micaela Cascallares                               | Micaela Cascallares |
| Haltepunkt / Haltestelle (Strecke außer Betrieb) |                     | Irene                                             | Irene               |
| Haltepunkt / Haltestelle (Strecke außer Betrieb) |                     | Aparicio                                          | Aparicio            |
| Haltepunkt / Haltestelle (Strecke außer Betrieb) |                     | El Ferrido                                        | El Ferrido          |
| Haltepunkt / Haltestelle (Strecke außer Betrieb) |                     |                                                   |                     |
| Haltepunkt / Haltestelle (Strecke außer Betrieb) |                     |                                                   |                     |
| Haltepunkt / Haltestelle (Strecke außer Betrieb) |                     | Bil                                               | Bil                 |
| Haltepunkt / Haltestelle (Strecke außer Betrieb) |                     | Zubiaurre                                         | Zubiaurre           |
| Haltepunkt / Haltestelle (Strecke außer Betrieb) |                     | Oriente                                           | Oriente             |
| Brücke über Wasserlauf (Strecke außer Betrieb) |                     | Río Quequén Salado                                | Río Quequén Salado  |
| U-Bahn-Kopfbahnhof Streckenanfang (Strecke außer Betrieb) · Kopfbahnhof Streckenende (Strecke außer Betrieb) |                     | Copetonas                                         | Copetonas           |
| U-Bahn-Haltepunkt / Haltestelle (Strecke außer Betrieb) |                     | Michele                                           | Michele             |
| U-Bahn-Haltepunkt / Haltestelle (Strecke außer Betrieb) |                     | Aldaoro                                           | Aldaoro             |
| U-Bahn-Haltepunkt / Haltestelle (Strecke außer Betrieb) |                     | Roussing                                          | Roussing            |
| U-Bahn-Haltepunkt / Haltestelle (Strecke außer Betrieb) |                     | Gundensen                                         | Gundensen           |
| U-Bahn-Kopfbahnhof Streckenende (Strecke außer Betrieb) |                     | Amasagasti                                        | Amasagasti          |
| |                     |                                                   |                     |
| |                     | Blau: Feldbahn mit 600 mm Spurweite               |                     |
| |                     | Rot: Breitspurbahn mit 1676 mm (5½ Fuß) Spurweite |                     |

Die Ferrocarriles Livianos Agrícolas del F.C.S. wurden um 1930 im südlichen Teil der Provinz Buenos Aires in Argentinien von der Ferrocarril del Sud (F.C.S.) betrieben, nachdem sie das Netzwerk von vier landwirtschaftlichen Feldbahnen mit einer Spurweite von 600 mm von der Buenos Ayres Great Southern Railway, kurz B.A.G.S.R. oder BS AS G S RY übernommen hatte.

## Streckenverlauf
Die B.A.G.S.R. betrieb ein Netzwerk von vier landwirtschaftlichen Feldbahnen als Zubringer zu den Breitspurbahnen der Ferrocarril del Sud (F.C.S.). Die vier Feldbahnen hatten an den Bahnhöfen Balcarce, Orense, Micaela Cascallares und Copetonas Umladestationen zum Weitertransport der landwirtschaftlichen Güter mit der Breitspurbahn. Die Feldbahnen von Cascallares, Copetonas und Orense belieferten die Breitspurbahn zum Hafen des Ingenieurs White in Bahía Blanca, was zu einer Steigerung des Verkehrsaufkommens der F.C.S. führte.

## Betrieb

### Balcarce
Die Streckenlänge der Haupt- und Nebenstrecken betrug 138,2 km ohne die Ausweichgleise in den Bahnhöfen.
Auf der Feldbahn von Balcarce  wurden 15 kohlegefeuerte Dampflokomotiven mit 45 PS und 11 ölbeheizte Dampflokomotiven mit 45 PS sowie 2 Benzintraktoren mit 40 PS eingesetzt.
Die Güterzüge benötigten für die etwa 25 km lange Strecke 1½ Stunden, wenn sie bis 120 Tonnen Frachtgut transportierten.
Personenzüge mit 4 Wagen benötigten 1¼ Stunden, wobei sie eine maximale Steigung von 18 ‰ überwinden mussten.
Das Verkehrsaufkommen war normalerweise wie folgt:
- 57,598 Tonnen Kartoffeln pro Jahr
- 8.801 Tonnen Getreide  pro Jahr
- 6,381 Tonnen Mais  pro Jahr
- 3.826 Tonnen Stückgut  pro Jahr
- 11.948 Passagiere pro Jahr

Es gab mehrere Zweigstrecken, über die  Amarante, Nereo und Crovetto, Baurín, Newton, Baudrix, Luro, Urdampilleta usw.
bedient wurden: Ramal al Rincón (von Balcarce bis km 52), Ramal Sosa (von km 17 bis km 24), Ramal Puerta del Diablo (von km 29 bis km 38), Ramal Dos Naciones (von km 38 bis km 35), Ramal Tropezón (von km 41 bis km 46) und Ramal Vigilancia (von Balcarce bis km 32).

### Orense
Die Länge der Feldbahn-Gleise betrug 68 km auf der Hauptstrecke und den Zweigstrecken. Am 23. Mai 1921 wurden die ersten 49 km eingeweiht. Bis 1927 wurde die Strecke auf 71,2 km verlängert.
Es gab zwei Benzintraktoren mit 40 PS, die 150 t ziehen konnten, und vier Benzintraktoren mit 20 PS, die 75 Tonnen ziehen konnten. Die Geschwindigkeit betrug 12 km/h.
Für den Gütertransport wurden 141 Hudson-Flachwagen mit 6 Tonnen, vier Koppel-Wagen mit 6 Tonnen, 64 Koppel-Wagen mit 5 Tonnen und ein offener Wagen vom Typ Sacaggio mit 6 Tonnen eingesetzt.
Vom 1. Juli 1929 bis 30. Juni 1930 wurden 4.140 Tonnen Getreide und 12 Tonnen Güter transportiert.

### Micaela Cascallares
Die Länge der Haupt- und Nebenstreckenen betrug 91,5 km ohne die Ausweichgleise in den Bahnhöfen. Es gab einen Benzintraktor mit 45 PS, sieben Benzintraktoren mit 40 PS und drei Benzintraktoren mit 20 PS. Diese beförderten
288 Flachwagen mit 6 t.
Die Feldbahn hatte vier Hauptstrecken: Hauptstrecke nach Membibre, von Cascallares nach Echarry al NE (von km 23 bis km 36), nach Vanoli (von km 26 bis km 37) und nach Bombero (von km 36 bis km 43). Die Zweigstrecken führten zu den Betrieben Urbina, Luro, Urioste, Hurtado, Echarry, Caríde, Battis, Filipelli, Membibre, Vanoli usw.
Im Jahr 1928 wurden laut FCS-Statistiken 14.159 Tonnen Getreide und 345 Tonnen Güter transportiert.

### Copetonas
Die Länge der Feldbahn-Gleise betrug 48 km auf der Hauptstrecke und den Zweigstrecken. Im Januar 1922 wurde die Feldbahn mit einer Länge von 45,7 km in Betrieb genommen. Sie wurde bis 1927 auf 61,7 km verlängert.
Es gab drei Benzintraktoren mit 40 PS, die 100 Tonnen ziehen konnten und fünf Benzintraktoren mit 20 PS, die 50 Tonnen ziehen konnten. Für den Gütertransport gab es 100 Wagen mit jeweils 6 Tonnen, 100 Wagen mit jeweils 5 Tonnen und 32 Schüttgutwagen für Schotter mit jeweils 3,5 Tonnen.
Ein vollbeladener Zug benötigte 2½ Stunden, wurde berechnet. 1930 wurden in acht Monaten 9.900 Tonnen Getreide und 300 Tonnen Güter befördert.

## Überreste

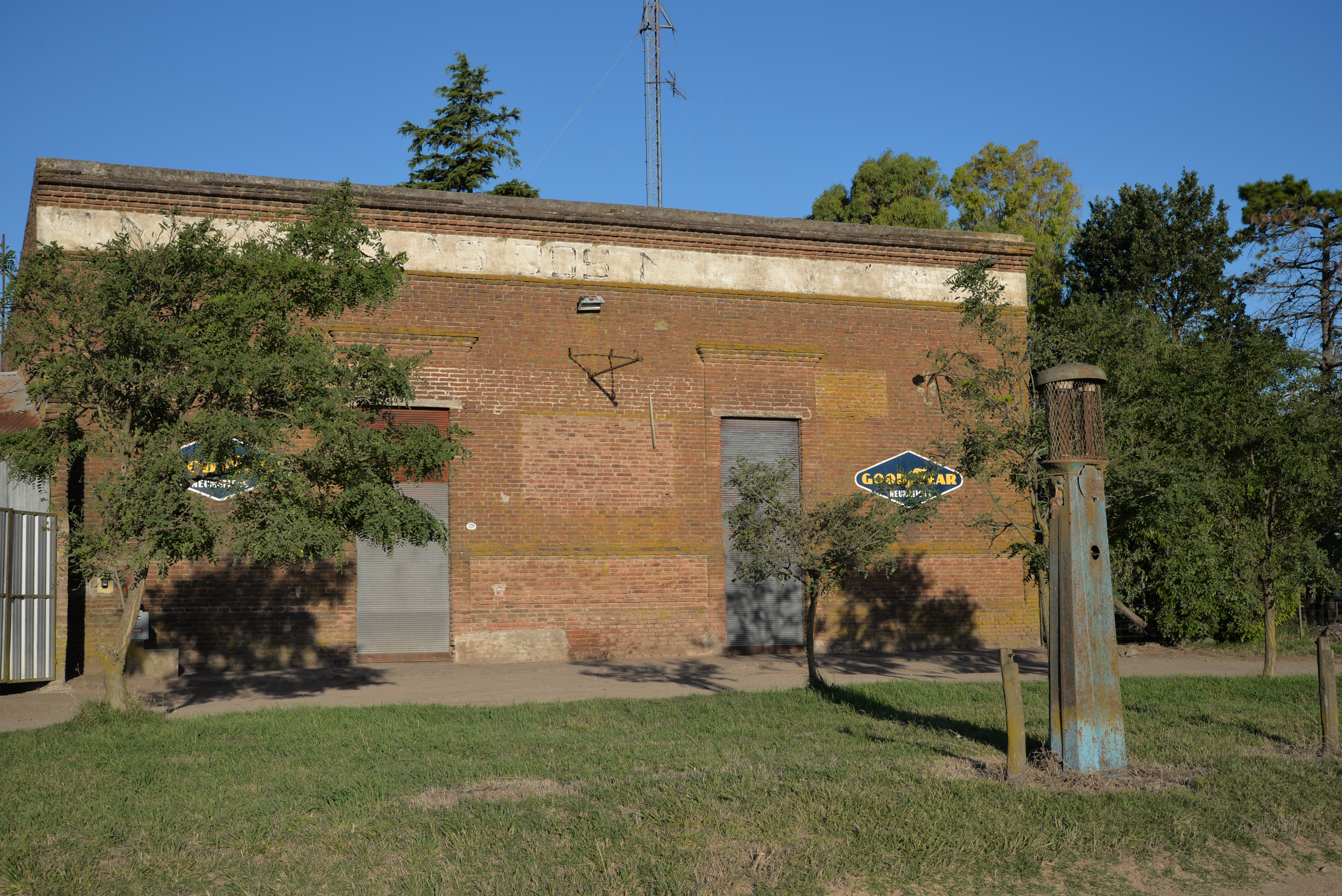
Lokschuppen der Feldbahn von Balcarce nach Dos Naciones

Von der Feldbahn von Balcarce nach Dos Naciones ist heute noch der Lokschuppen Dos Naciones erhalten.

## Rechtliche Grundlagen
Laut einem Dekret vom 28. November 1919 galten für den Bau und Betrieb der sogenannten Decauville-Bahnen folgendes: „Falls die Eisenbahngesellschaften der nationalen Gerichtsbarkeit ‚Decauville‘-Bahnen bauen, sind deren Bau und Betrieb völlig unabhängig vom Betrieb der nationalen Eisenbahnstrecke und ihre Kosten dürfen nicht in das Kapital der jeweiligen Gesellschaft einbezogen werden“. Wenn es sich eindeutig um Decauville-Bahnen handelte, obwohl sie Eigentum der nationalen Eisenbahngesellschaften waren, unterlagen sie nicht den Bestimmungen des Gesetzes 2873 über die nationalen Eisenbahnen.
Bei der Gerichtsverhandlung bezüglich einer Klage von Juan Martin Lahitte gegen die F.C. Sud wegen eines durch die Feldbahn ausgelösten Feldbrandes im Bezirk Balcarce, wurde berücksichtigt, dass die Gemeinde Balcarce eine Konzession zur Nutzung der Decauville-Bahn an die Ferrocarril del Sur erteilt hatte. Die Dirección general de ferrocarriles del ministerio de Obras Públicas de la Nación stellte klar, dass die bestehenden Decauville-Gleise am Bahnhof Balcarce der F.C. Sud keinen Anschluss an das allgemeine Netz dieser Eisenbahn hatten und dass diese Gleise nicht Teil des von der Gesellschaft betriebenen nationalen Eisenbahnsystems waren und dass ihre Kosten nicht auf dem Kapitalkonto der Gesellschaft als nationale Eisenbahn erschienen. Vor diesem Hintergrund bestand kein Zweifel daran, dass die in der Klage erhobenen Vorwürfe wegen Tatsachen oder Schuld oder Fahrlässigkeit, die einem Zug vom Typ Decauville, der im Rahmen einer kommunalen Konzession fuhr, oder seinem Personal zugeschrieben wurden, nicht durch das Gesetz 2873 über die nationalen Eisenbahnen geregelt war, so dass sich das Bundesgericht in diesem Fall nicht zuständig erklärte.

## Fotoalbum

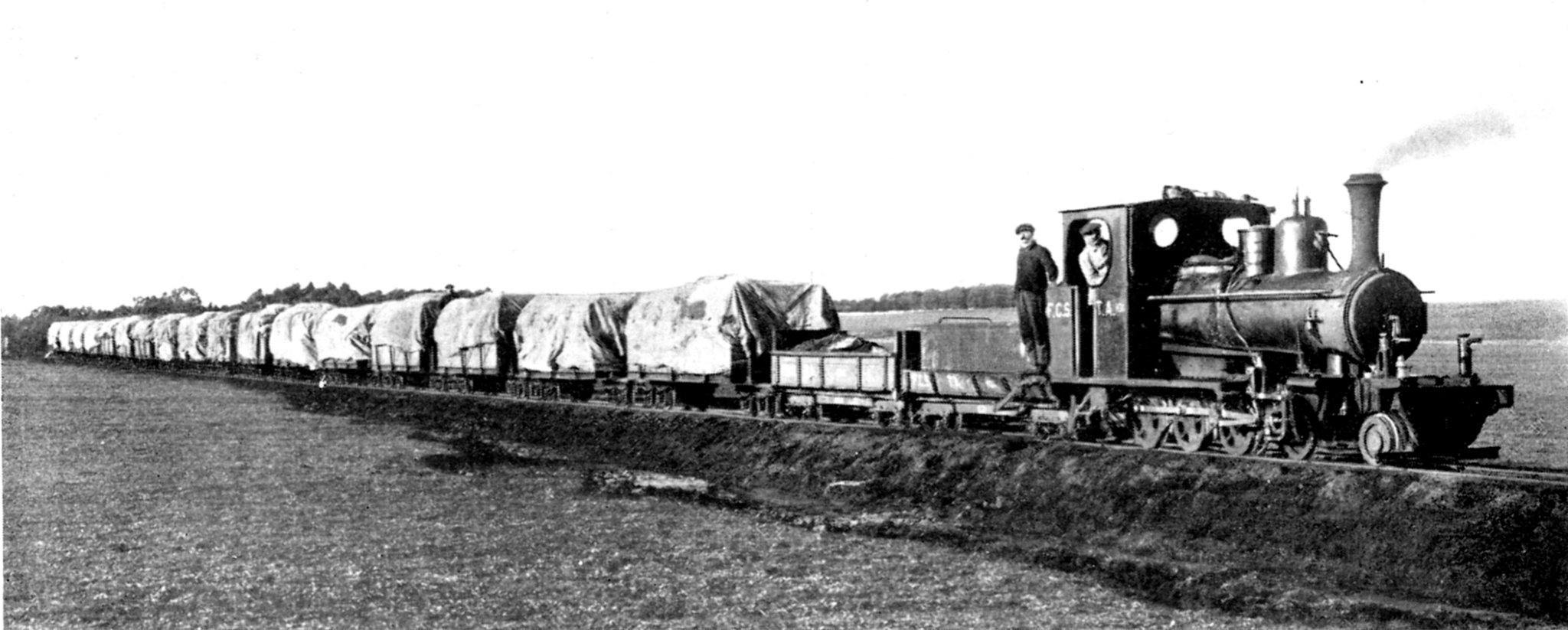
1’C-Dampflok von Hunslet (ex WDLR) in Balcarce

Von den zur Schmalspurbahn der Ferrocarril del Sud (F.C.S.) führenden Feldbahnen ist ein Album mit sieben Silbergelatine-Abzügen (Maße 17 × 23 cm) ohne Rand und in matter Textur erhalten, die auf der Rückseite in englischer Sprache wie folgt beschriftet sind:
- Eine Stichstrecke bei Orense.
- Ein Zug der Feldbahn, beladen mit Kartoffeln.
- Ein Zug der Feldbahn mit Planwagen.
- Siegerehrungsgruppe „unterwegs“ für die Ausstellung in Palermo.
- Gleismaterial im Innenhof der Station von Balcarce.
- Ein mit Weizen beladener Zug der Feldbahn, angetrieben von einem 20-PS-Traktor.
- Transfer von Kartoffeln von Decauville-Loren auf die Wagen der Hauptstrecke, am Bahnhof Balcarce.[5]